# Oleg Szokałow
Oleg Rusłanowicz Szokałow (ros. Олег Русланович Шокалов; ur. 21 lutego 1986) – rosyjski zapaśnik startujący w stylu klasycznym. Zajął osiemnaste miejsce na mistrzostwach Europy w 2008. Piąty w Pucharze Świata w 2008 i siódmy w 2009. Wojskowy mistrz świata w 2006. Akademicki wicemistrz świata w 2012. Trzeci na MŚ juniorów w 2006. Złoty medalista mistrzostw Rosji w 2009 i brązowy w 2010, 2011 i 2012 roku.